# Мика Митровић Јарац
Миодраг Митровић Мика Јарац (Богатић, код Шапца, 25. јул 1912 — Мајур, код Шапца, 26. септембар 1941) био комунистички револуционар и учесник Народноослободилачке борбе и народни херој Југославије.

## Биографија
Рођен је августа 1912. године у граду Богатићу у Мачви. Оца Дамњана, Мика није ни запамтио јер је 1915. године погинуо је у Колубарској бици. Микина мајка Љубица, била је учитељица и после завршетка Првог светског рата, с троје деце, се преселила у Шабац да би тамо школовала децу.
После основне школе, Мика је пошао у гимназију. Био је одличан ученик, али и несташан. Једног дана, за време школског одмора, Мика је скакао преко клупа. Утом је наишла наставница и видећи Мику како стоји на клупи, укорила га је и назвала га јаретом. Од тада су га и другови почели звати „Мика Јарац“.
Године 1931. по завршеној гимназији уписао је Медицински факултет у Београду. На факултету је пришао студентском револуционарном покрету. Године 1932. постао је члан Савеза комунистичке омладине Југославије, а убрзо потом, исте године, и члан Комунистичке партије Југославије. Због учешћа у студентским демонстрацијама, 1933. године, избачен је са факултета. После тога је студије медицине наставио на Свеучилишту у Загребу. После једне полицијске провале у загребачку партијску организацију, 1935. године, поново се вратио у Београд, где је наставио партијски рад.
Окупација Краљевине Југославије, априла 1941. године, затекла га је у родном крају. По директиви Комунистичке партије Југославије, као члан Окружног комитета КПЈ за Шабац, учествовао је у организовању Мачванског партизанског одреда. Био је командир Ударне чете Мачванског партизанског одреда, са којом је учествовао у ослобођењу свог родног места и нападу на Бању Ковиљачу.
Погинуо је 26. септембра 1941. године, у борби његове Ударне чете са јединицама немачке 342. дивизије која је наступала из правца Шапца. Приликом повлачења партизана, Мика је био тешко рањен у стомак. Био је свестан да му нема спаса и извршио је самоубиство. Сутрадан је сахрањен у родном Богатићу.
О Микиној погибији писао је и Билтен Врховног штаба НОПО Југославије број 7-8 у рублици под насловом „Пали у борби смрћу хероја“ — У херојској борби за ослобођење Шапца од фашистичке окупаторске банде пао је партизан и командир ударне партизанске чете Миодраг Митровић, познат под омиљеним именом „Мика Јарац“. Својом храброшћу одлучношћу, он је увек служио за пример београдским студентима и радницима у свим демонстрацијама и заједничким борбама радника и студената. Славном смрћу друга Мике српски народ губи једног од својих најбољих синова, а Комунистичка партија свог верног и оданог вишегодишњег члана.
Указом Председништва Антифашистичког већа народног ослобођења Југославије (АВНОЈ), а на предлог Врховног команданта Југословенске армије маршала Јосипа Броза Тита, прогашен је 6. јула 1945. за народног хероја.
Медицинска школа у Шапцу је од 1958. до 2003. носила његово име.